# Israel nos Jogos Paralímpicos de Verão de 2000
Israel participou dos Jogos Paralímpicos de Verão de 2000, que foram realizados na cidade de Sydney, na Austrália, entre os dias 18 e 29 de outubro de 2000.